# Rich Homie Quan
Rich Homie Quan, pseudonimo di Dequantes Lamar (Atlanta, 4 ottobre 1989 – Atlanta, 5 settembre 2024), è stato un rapper e cantante statunitense.

## Biografia
Rich Homie Quan, nato Dequantes Lamar, il 4 ottobre 1989 ad Atlanta, Georgia.
Inizia i suoi studi al liceo, quando comincia ad essere un membro del baseball al Decatur del Ronald E. McNair High School, con le aspirazioni di giocare da professionista. Dopo il liceo, e la mancata concretizzazione della sua carriera di baseball, ha iniziato a rappare e ha ottenuto un lavoro in un aeroporto vicino. Dopo aver perso il lavoro, il ragazzo è stato coinvolto in attività illegali che lo hanno portato a 15 mesi di carcere per furto con scasso.
Nel 2011 collabora con la Black Russian Gang eseguendo brani musicali. Nell'aprile 2012, pubblica il suo primo mixtape I Go In On Every Song, che ottiene poco successo. Così cerca di pubblicare un altro mixtape, Still Goin In, nell'agosto dello stesso anno, con la stessa etichetta della Black Russian Gang.
Nel 2013 esce il suo singolo, Differences, estratto dal terzo mixtape, Still Goin In: Reloaded. Nello stesso anno è stato in tour col rapper Trinidad James, ed è in quel frangente che ha firmato un contratto con la T.I.G. Entertainment. Ha collaborato quindi nell'album Trap House II del rapper Gucci Mane, nelle canzoni: I Heard, Can't Trust Her e Chasin' Paper, quest'ultima col rapper Young Thug.
Ha poi collaborato con Young Jeezy, soprattutto nel singolo My Nigga di YG, il quale ha scalato la 16ª posizione nella Billboard Hot 100 e certificato disco di platino dalla RIAA. Lo stesso brano sarà poi certificato come il cinquantottesimo singolo più di successo negli Stati Uniti d'America nel 2014 dalla rivista Billboard.
Il suo singolo di debutto esce nell'agosto 2013, si chiama Type Of Way, e scala la Billboard Hot 100 fino al 50º posto. La canzone viene certificata d'oro dalla RIAA ed inaugurata al Michigan State Spartans football come inno. 
Nello stesso frangente, il rapper ha collaborato anche con 2 Chainz nel suo album B.O.A.T.S. II: Me Time, nel singolo Extra.
Nel 2015 collabora con Kid Ink, Tyga, YG e Wale nel brano Ride Out estratto dalla colonna sonora del film Fast & Furious 7. Inoltre, pubblica If You Ever Think I Will Stop Goin' in Ask RR (Royal Rich), che bissa il successo ottenuto due anni prima con I Promise I Will Never Stop Goin In, e gli conferisce la sua più grande hit da solista, Flex (Ooh Ooh Ooh), che sale fino al numero 26 sulle pubblicazioni settimanali della Billboard Hot 100 e fino al numero 49 della lista di fine anno del 2015.
Il 16 marzo 2017, Rich Homie Quan è tornato a pubblicare musica pubblicando il suo primo singolo dal 2015, "Replay". Il mixtape, Back to the Basics, uscì il 14 aprile 2017. Il suo album di debutto Rich as in Spirit è stato pubblicato il 18 marzo 2018. L'album è stato supportato dai due singoli "Changed" e "34", e ha debuttato al numero 32 della Billboard 200.
Il 5 settembre 2024 muore nella sua casa di Atlanta, all’età di 34 anni a causa di un'overdose accidentale di fentanyl e codeina.

## Questioni legali
Nel novembre del 2016, Quan ha citato in giudizio l'ex etichetta "Think Its A Game" per 2 milioni di dollari a causa di royalties non pagate. L'etichetta fece causa per violazione del contratto. Sia Quan che l'etichetta hanno risolto i problemi fuori dal tribunale.
Il 28 maggio 2017, Quan è stato arrestato con altre quattro persone per reati di droga dopo essere stato fermato a un posto di blocco sull'autostrada 1 a Louisville, in Georgia. La polizia ha affermato di aver recuperato eroina, marijuana e armi dal veicolo. Quan è stato accusato di possesso di droga per reato con l'intenzione di distribuirla.

## Influenze
Rich Homie Quan è stato influenzato molto dal Southern hip hop, soprattutto da artisti come Jeezy, Gucci Mane, T.I., Lil Boosie, Lil Wayne, Outkast e Goodie Mob.

## Discografia

### Album in studio
- 2018 - Rich as in Spirit

### Mixtape
- 2012 - I Go In On Every Song
- 2012 - Still Goin In
- 2013 - Still Goin In: Reloaded
- 2013 - Trust God F*ck 12 (con Gucci Mane)
- 2013 - I Promise I Will Never Stop Going In
- 2015 - If You Ever Think I Will Stop Goin' in Ask RR (Royal Rich)
- 2015 - DTSpacely Made This
- 2015 - ABTA: Still Going In
- 2017 - Back to the Basics

### EP
- 2015 - Summer Sampler
- 2018 - The Gif
- 2019 - Coma
- 2022 - Family & Mula

### Singoli
- 2013 - Differences
- 2013 - Type of Way
- 2014 - Walk Thru (feat. Problem)
- 2014 - Blah Blah Blah
- 2015 - Flex (Ooh Ooh Ooh)
- 2015 - Ride Out (con Kid Ink, Tyga e YG)
- 2015 - The Most
- 2017 - Replay
- 2017 - Gamble
- 2017 - Changed
- 2018 - 34

### Collaborazioni
- 2013 - Car Smell (Gucci Mane e Peewee Longway feat. Rich Homie Quan)
- 2013 - I Heard (Gucci Mane feat. Rich Homie Quan)
- 2013 - Can't Trust Her (Gucci Mane feat. Rich Homie Quan)
- 2013 - Chasin' Paper (Gucci Mane feat. Rich Homie Quan e Young Thug)
- 2013 - 2 Many (Doe B feat. Rich Homie Quan)
- 2013 - Jumpin' Off Texa$ (Trinidad James feat. Rich Homie Quan)
- 2013 - Ghetto (August Alsina feat. Rich Homie Quan)
- 2013 - Extra (2 Chainz feat. Rich Homie Quan)
- 2013 - She A Soldier (Gucci Mane feat. Rich Homie Quan)
- 2013 - I Know (Yo Gotti feat. Rich Homie Quan)
- 2014 - My Nigga (Remix) (YG feat. Lil Wayne, Rich Homie Quan, Meek Mill e Nicki Minaj)
- 2014 - YRH (Migos feat. Rich Homie Quan)
- 2014 - Say A Prayer (Gucci Mane feat. Rich Homie Quan)
- 2014 - Lifestyle (Rich Gang feat. Young Thug e Rich Homie Quan)
- 2014 - Show 'Em How to Do It (Bankroll Fresh feat. Rich Homie Quan)
- 2014 - Make Me Something (Hustle Gang feat. Rich Homie Quan, Shad da God, Young Dro, Spodee e T.I.)
- 2014 - Right Back (DJ Drama feat. Jeezy, Young Thug e Rich Homie Quan)
- 2014 - Say A Prayer (Remix) (Gucci Mane feat. Rich Homie Quan e Pizzle)
- 2014 - Like A Man (Boosie Badazz feat. Rich Homie Quan)
- 2014 - Word Around Town (Kevin Gates feat. Rich Homie Quan)
- 2015 - I Might (Jeezy feat. Rich Homie Quan)
- 2015 - Save Dat Money (Lil Dicky feat. Fetty Wap e Rich Homie Quan)
- 2015 - No Problems (Gucci Mane feat. Rich Homie Quan e Peewee Longway)
- 2015 - Everyday (Rim'K feat. Rich Homie Quan)
- 2015 - I'm Sayin' (Omarion feat. Rich Homie Quan)
- 2016 - Enemiez (Remix) (Keke Palmer feat. Jeremih e Rich Homie Quan)
- 2016 - Finesse (Jim Jones feat. Rich Homie Quan, ASAP Ferg e Desiigner)
- 2016 - Round and Round (Mozzy feat. Rich Homie Quan, Iamsu! e Lil Blood)
- 2016 - Champagne Shower (Future feat. Rich Homie Quan)
- 2016 - Beat It (Blac Youngsta feat. Rich Homie Quan)
- 2016 - Big Money (C4 Remix) (DJ Drama feat. Rich Homie Quan, Lil Uzi Vert e Skeme)
- 2016 - Mudd (Boosie Badazz feat. Rich Homie Quan e Yung Bleu)
- 2018 - Rich Homie Quando (Quando Rondo feat. Rich Homie Quan)
- 2018 - Christmas List (Boosie Badazz feat. YFN Lucci e Rich Homie Quan)
- 2019 - Celebrate (DaBaby feat. Rich Homie Quan)